# Passion (film fra 1969)
Passion er en svensk dramafilm fra 1969 skrevet og instrueret af Ingmar Bergman. Filmen har blandt andre Max von Sydow, Liv Ullmann, Bibi Andersson og Gunnar Björnstrand i hovedrollerne. Den fik premiere i Sverige den 10. november 1969.
Filmen handler om manden Andreas, der lige har været igennem en skilsmisse. Han møder en trist kvinde ved navn Anna, der både har mistet sin far og søn. Filmen udforsker temaer som isolation, skrøbelige relationer og søgen efter mening i en verden præget af vold og fortvivlelse.

## Medvirkende (i udvalg)
- Max von Sydow som Andreas Winkelman
- Liv Ullmann som Anna Fromm
- Bibi Andersson som Eva Vergerus
- Erland Josephson som Elis Vergerus
- Erik Hell som Johan Andersson
- Sigge Fürst som Verner
- Svea Holst som Verners kone